# Емір Куйович
Емір Куйович (швед. Emir Kujović; нар. 22 червня 1988, Бієло-Полє) — шведський футболіст, нападник. Грав за збірну Швеції.

## Клубна кар'єра
Народився 22 червня 1988 року в югославському місті Бієло-Полє (нині — Чорногорія) в боснійській родині, але в віці шести років переїхав зі своєю сім'єю до Швеції, де і почав займатись футболом у команді «Кліппанс», з якої потрапив до академії клубу «Ландскруна БоІС».
У дорослому футболі дебютував у сезоні 2006 року виступами за основну команду клубу «Ландскруна БоІС», в якій взяв участь лише у 3 матчах чемпіонату.
У 2007 році перейшов в «Гальмстад», що грав в Аллсвенскан, але на правах оренди на рік пішов в «Фалькенбергс». В 2008 році повернувся в «Гальмстад» і дебютував у матчі з «Ефле», вийшовши на заміну. В подальшому відіграв за команду з Гальмстада наступні три сезони своєї ігрової кар'єри. Більшість часу, проведеного у складі «Гальмстада», був основним гравцем атакувальної ланки команди і грав разом зі своїм братом Айселем, що виступав в тій же команді у 2006—2009 роках.
У жовтні 2010 року підписав чотирирічний контракт з турецьким «Кайсеріспором». 5 січня 2011 року забив перший гол за «Кайсеріспор». У 2013 році, також на правах оренди, зіграв 3 матчі за «Елязигспор».
9 серпня 2013 року Емір підписав контракт на три з половиною роки з «Норрчепінгом», де знову зустрівся з колишнім тренером «Гальмстада» Янне Андерссоном. У сезоні 2015 року Куйович з 21 голом став найкращим бомбардиром чемпіонату і допоміг команді вперше у новому столітті виграти Аллсвенскан. Після цього Емір забив один з голів у Суперкубоку Швеції і допоміг команді вперше в історії здобути цей трофей. Наразі встиг відіграти за команду з Норрчепінга 53 матчі в національному чемпіонаті.

## Виступи за збірні
Протягом 2009—2010 років залучався до складу молодіжної збірної Швеції. На молодіжному рівні зіграв у 4 офіційних матчах.
6 січня 2016 року дебютував в офіційних матчах у складі національної збірної Швеції в товариській грі проти збірної Естонії (1:1).
У складі збірної — учасник чемпіонату Європи 2016 року у Франції.
Наразі провів у формі головної команди країни 3 матчі, забивши 1 гол.

## Досягнення

### Командні
- Чемпіон Швеції (2): 2015, 2019
- Володар Суперкубка Швеції (1): 2015

### Індивідуальні
- Найкращий бомбардир чемпіонату Швеції: 2015 (21 гол)